# جيوفاني مارين
جيوفاني مارين (بالإسبانية: Giovanni Marín)‏ هو لاعب كرة قدم مكسيكي، ولد في 18 فبراير 1987.

## وصلات خارجية
- جيوفاني مارين على موقع قاعدة بيانات كرة القدم.إي يو (الإنجليزية)